# خانه نیک‌اندیش
خانه نیک‌اندیش مربوط به دوره قاجار است و در کرمان، خیابان سام، کوچه غفاری، پ۳ واقع شده و این اثر در تاریخ ۲۲ مرداد ۱۳۸۴ با شمارهٔ ثبت ۱۳۰۶۹ به‌عنوان یکی از آثار ملی ایران به ثبت رسیده است.